# Nasir Bagh
Nasir Bagh (Urdu: ناصر باغ) war ein Flüchtlingslager für Flüchtlinge aus Afghanistan und lag etwa 15 km westlich von Peschawar an der Nasir Bagh Road im Distrikt Peshawar in der Nordwestlichen Grenzprovinz Pakistans. 
Es wurde 1980 wegen des afghanischen Bürgerkriegs und der sowjetischen Invasion errichtet und umfasste eine Fläche von ca. 800 Hektar, auf dem etwa 100.000 Flüchtlinge Platz finden konnten.
Größere Bekanntheit erlangte das Lager durch den amerikanischen Fotografen Steve McCurry und sein Porträt des zwölfjährigen afghanischen Flüchtlingsmädchens Sharbat Gula.
Im Jahr 2001 drängten die pakistanische Regierung und das UNHCR die verbliebenen Flüchtlinge zur Rückkehr nach Afghanistan oder zur Umsiedelung in das Lager Shamshatoo im Südosten des Distrikts Peshawar, weil auf dem Gelände die Gemeinde Regi Lalma entstehen sollte. Am 21. Mai 2002 wurde es vom UNHCR geschlossen.